# Oruhungu
Der Oruhungu ist ein markanter Berg in Namibia mit 1897 m über Meereshöhe. Der Berg liegt im äußersten Nordosten der Erosberge. Die Erosberge sind ein Teil der Great Escarpment, einer Gebirgskette im östlichen Namibia.